# Jonas Folger

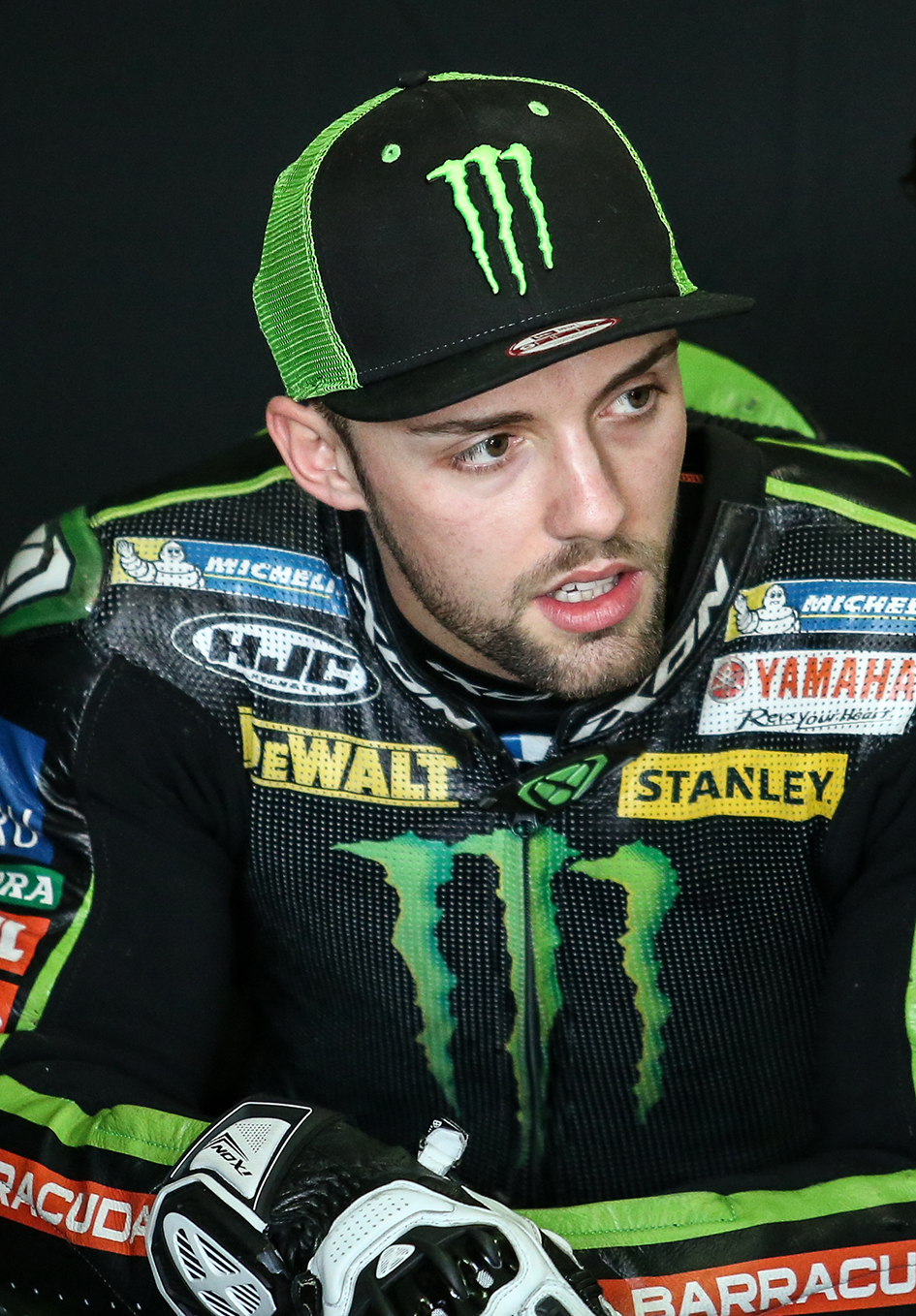
Jonas Folger 2017.

Jonas Folger, född 13 augusti 1993 i Mühldorf i Tyskland, är en tysk roadracingförare som sedan 2008 tävlar på världsmästerskapsnivå i Grand Prix Roadracing. Säsongen 2017 körde han i den förnämsta klassen MotoGP för stallet Monster Yamaha Tech 3 men fick avbryta säsongen på grund av sjukdom, som även tvang honom att avstå säsongen 2018.

## Tävlingskarriär
Folger körde 2006 och 2007 i det spanska mästerskapet CEV och under 2008 fick han ställa upp som wildcard i ett par tävlingar 125GP i Roadracing-VM 2008. Han körde för Ongetta I.S.P.A. i 125-klassen i Roadracing-VM 2009 och 2010. Han tog sin första Grand Prix-seger den 12 juni 2011 under Storbritanniens Grand Prix. Säsongen 2012 körde han den nya Moto3-klassen som ersätter 125GP. Han vann Tjeckiens Grand Prix och blev nia i VM. 2013 blev han femma i VM.
Till 2014 gick Folger upp till Moto2 där han kör för Argiñano & Gines Racing på en Kalex. Det blev två tredjeplatser som bästa resultat och en total 15:e plats i VM. Folger fortsatte hos AGR Team i Moto2 Roadracing-VM 2015 och tog sin första seger i säsongens första tävling, Qatars Grand Prix. Hann vann även Spaniens Grand Prix och blev femma i VM. Folger fortsatte i Moto2 2016, men för stallet Dynavolt Intact. Säsongen gav blandade resultat för Folger med segern i Tjeckiens Grand Prix som höjdpunkt, men även många race utanför de fem bästa. Han kom på sjunde plats i VM 2016.
Tidigt på säsongen 2016 säkrade Folger ett kontrakt med Tech 3 för att köra deras Yamaha i MotoGP-klassen under Roadracing-VM 2017. Han har Johann Zarco som stallkamrat. Efter en försiktig inledning på säsongen körde Folger allt bättre med andraplatsen i Tysklands Grand Prix som höjdpunkt. Folger drabbades av en virussjukdom och tvingades avstå från säsongens fem sista Grand Prix. Det räckte ändå till en tiondeplats i VM. Folger skulle fortsätta hos Tech 3 2018 men meddelade i januari 2018 att han skulle avstå tävlandet för att fokusera på att bli frisk.

### VM-säsonger
| Säsong | Klass  | VM- plac. | Poäng | 1/2/3- platser | Starter | Motorcykel | Team                    | Startnr |
| ------ | ------ | --------- | ----- | -------------- | ------- | ---------- | ----------------------- | ------- |
| 2008   | 125GP  | 34        | 1     | - / - / -      | 6       | KTM        | Red Bull MotoGP Academy | 94      |
| 2009   | 125GP  | 12        | 73    | - / 1 / -      | 16      | Aprilia    | Ongetta Team I.S.P.A.   | 94      |
| 2010   | 125GP  | 14        | 69    | - / - / -      | 15      | Aprilia    | Ongetta Team            | 94      |
| 2011   | 125GP  | 6         | 161   | 1 / 1 / 1      | 15      | Aprilia    | Red Bull Ajo MotorSport | 94      |
| 2012   | Moto3  | 9         | 93    | 1 / - / 3      | 15      | Kalex KTM  | Mapfre Aspar Team Moto3 | 94      |
| 2013   | Moto3  | 5         | 183   | - / 1 / 3      | 16      | Kalex KTM  | Mapfre Aspar Team Moto3 | 94      |
| 2014   | Moto2  | 15        | 63    | - / - / 2      | 18      | Kalex      | AGR Team                | 94      |
| 2015   | Moto2  | 6         | 163   | 2 / 1 / 1      | 18      | Kalex      | AGR Team                | 94      |
| 2016   | Moto2  | 7         | 167   | 1 / 2 / 2      | 18      | Kalex      | Dynavolt Intact GP      | 94      |
| 2017   | MotoGP | 10        | 84    | - / 1 / -      | 13      | Yamaha     | Monster Yamaha Tech 3   | 94      |
| 2018   |        |           |       |                |         |            |                         |         |

## Framskjutna placeringar
Uppdaterad till 2017-12-31.

### Andraplatser MotoGP
| Nr | Grand Prix | År   |
| -- | ---------- | ---- |
| 1  | Tyskland   | 2017 |

| Nr | Grand Prix | År   |
| -- | ---------- | ---- |
| 1  | Qatar      | 2015 |
| 2  | Spanien    | 2015 |
| 3  | Tjeckien   | 2016 |

| Nr | Grand Prix | År   |
| -- | ---------- | ---- |
| 1  | Japan      | 2015 |
| 2  | Spanien    | 2016 |
| 3  | Tyskland   | 2016 |

| Nr | Grand Prix | År   |
| -- | ---------- | ---- |
| 1  | Spanien    | 2014 |
| 2  | Italien    | 2014 |
| 3  | Malaysia   | 2015 |
| 4  | Argentina  | 2016 |
| 5  | Malaysia   | 2016 |

| Nr    | Grand Prix     | År   |
| ----- | -------------- | ---- |
| 125GP |                |      |
| 1     | Storbritannien | 2011 |
|       | Moto3          |      |
| 2     | Tjeckien       | 2012 |

| Nr    | Grand Prix | År   |
| ----- | ---------- | ---- |
| 125GP |            |      |
| 1     | Frankrike  | 2009 |
| 2     | Spanien    | 2011 |
| Moto3 |            |      |
| 3     | Valencia   | 2013 |

| Nr    | Grand Prix   | År   |
| ----- | ------------ | ---- |
| 125GP |              |      |
| 1     | Katalonien   | 2011 |
| Moto3 |              |      |
| 2     | Indianapolis | 2012 |
| 3     | Aragonien    | 2012 |
| 4     | Malaysia     | 2012 |
| 5     | Spanien      | 2013 |
| 6     | Tjeckien     | 2013 |
| 7     | Japan        | 2013 |